# Idles (banda)
Idles (escrito también IDLES) es una banda de rock británica-irlandesa, formada en Bristol en 2009. Su álbum debut Brutalism fue lanzado en 2017, con un gran reconocimiento de la crítica, mientras que Joy as an Act of Resistance apareció al año siguiente. Su tercer álbum, Ultra Mono fue publicado en 2020, y su cuarto álbum titulado Crawler fue lanzado en 2021

## Historia
El vocalista Joe Talbot nació en Newport, Wales, y pasó sus últimos años de adolescencia en Devon. Talbot y el bajista Adam Devonshire se conocieron en los años sixth form de secundaria, en Exeter, decidiendo comenzar una banda. Según Talbot: "Nos llevó mucho tiempo ser productivos porque no sabíamos qué coño estábamos haciendo, fuimos terriblemente terribles durante mucho tiempo". Talbot y Devonshire abrieron el club nocturno "Bat-Cave", en Bristol. El guitarrista Mark Bowen se mudó de Belfast para estudiar en Bristol, conociendo a Talbot mientras estaba en el circuito de DJs.
El primer lanzamiento de Idles fue el EP Welcome (Fear Of Fiction, 2012). En 2014, la banda estaba compuesta por Talbot, Devonshire, los guitarristas Mark Bowen y Lee Kiernan, y el baterista Jon Beavis. En 2015, apareció su segundo EP Meat, y posteriormente Meta, un EP de remixes, para luego comenzar a escribir/componer canciones para su álbum debut.
Después de publicar los sencillos "Well Done" y "Divide & Conquer" en 2016, la banda lanzó su álbum debut Brutalism en marzo del 2017, con una buena acogida de la crítica musical. "DIY Magazine" le dio cuatro estrellas, agregando: "Es un escape emocionante a lo largo de ritmos frenéticos y ritmos potentes con un comentario feroz de orientación... tan vital como volátil". El sitio web The Line of Best Fit le dio un 9/10, nombrándolos como "una de las bandas británicas más emocionantes de este momento". Recibió un 8/10 de PopMatters, con Ian King llamándolo "vigorizante, cáustico e implacable". Uncut también le dio una crítica positiva, llamándolo "Un disco de rock raro con rabia, urgencia, ingenio y rupturista de la complacencia que generalmente se encuentran en la mugre". 
La madre de Talbot murió después de una larga enfermedad, mientras la banda estaba trabajando en el álbum; aparece en la portada, junto con una escultura de Talbot y su padre. Su muerte le dio a Talbot y banda una nueva dirección. Estuvieron de gira promocionando Brutalism, con la banda The Maccabees por Londres, en la gira de despedida de estos últimos, para luego participar con Foo Fighters en el décimo aniversario del O2 Arena's.

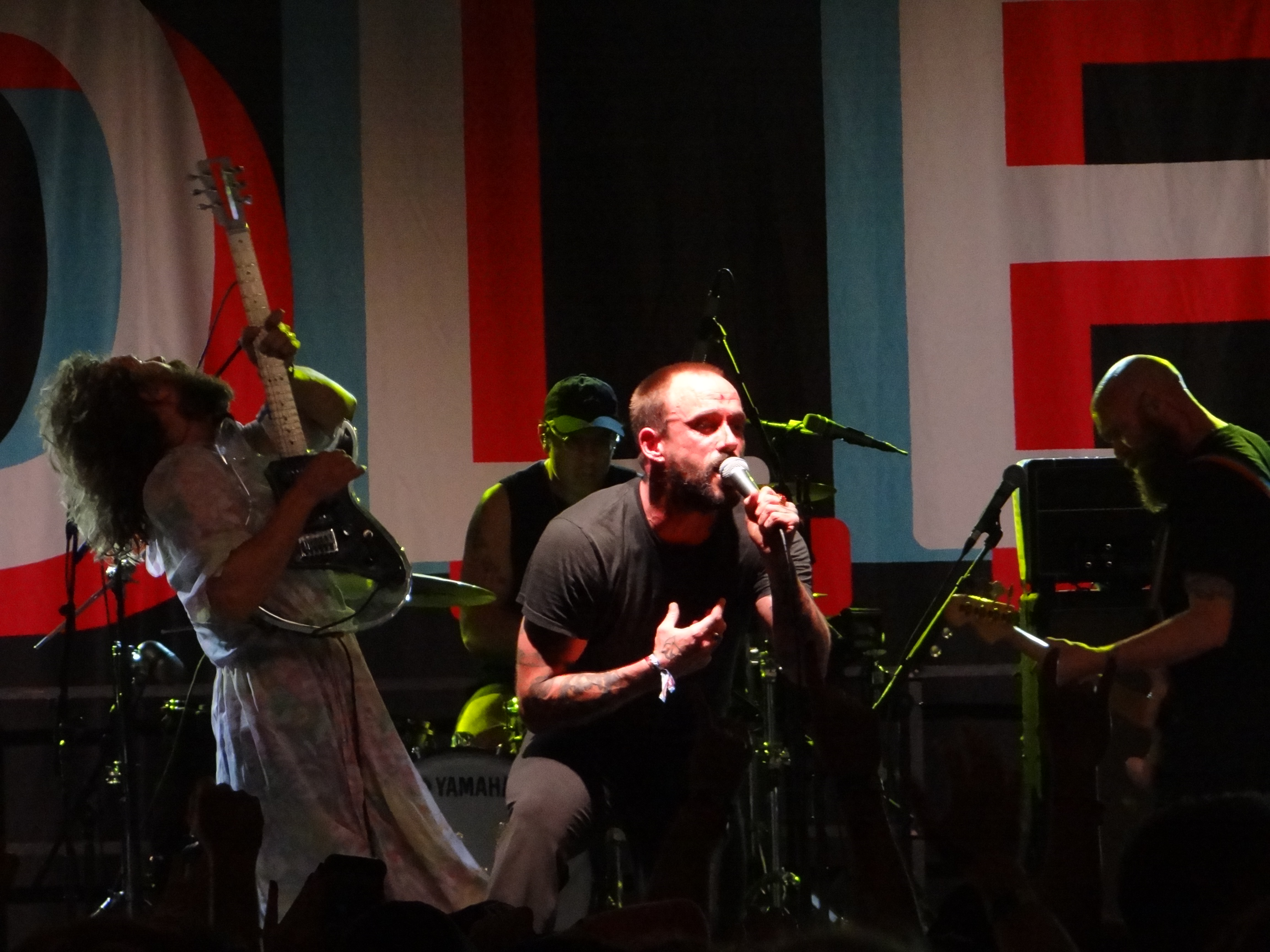
Idles en vivo en el festival de música "Shaky Knees" (2021)

Luego de varias apariciones por festivales europeos, trabajaron en su segundo álbum Joy as an Act of Resistance, estrenado el 31 de agosto de 2018. Para su lanzamiento, el grupo creó una exposición en colaboración con la galería HM Electric, la que tuvo lugar los días 30 y 31 de agosto en Londres.
En 2019, la banda fue nominada como Best Breakthrough Act en los "Brit Awards", y ganó los "Kerrang! Awards" como Best British Breakthrough Act.

## Estilo musical
La banda ha sido descrita como punk rock y relacionada con géneros similares como post-punk, indie rock, hardcore punk, y post-hardcore. El cantante Joe Talbot ha rechazado esas etiquetas. En 2017 dijo "No somos una banda post-punk. Supongo que tenemos ese motorik, el ritmo que tienen algunas bandas post-punk, pero tenemos muchas canciones que no son así en absoluto." En un concierto en Mánchester en 2018, dijo "por última vez, no somos una puta banda punk".

## Miembros
| Miembros actuales - Joe Talbot – voces (2009–presente) - Adam Devonshire – bajo, coros (2009–presente) - Mark Bowen – guitarra principal, percusión, coros (2009–presente); teclados (2021–presente) - Jon Beavis – batería, percusión, coros (2011–presente) - Lee Kiernan – guitarra rítmica, coros (2015–presente) | Miembros de apoyo - Jeremy Snyder – teclados (2019) Miembros anteriores - Andy Stewart – guitarra rítmica, coros (2010–2015) - Jon Harper – batería, percusión (2010–2011) |

## Discografía

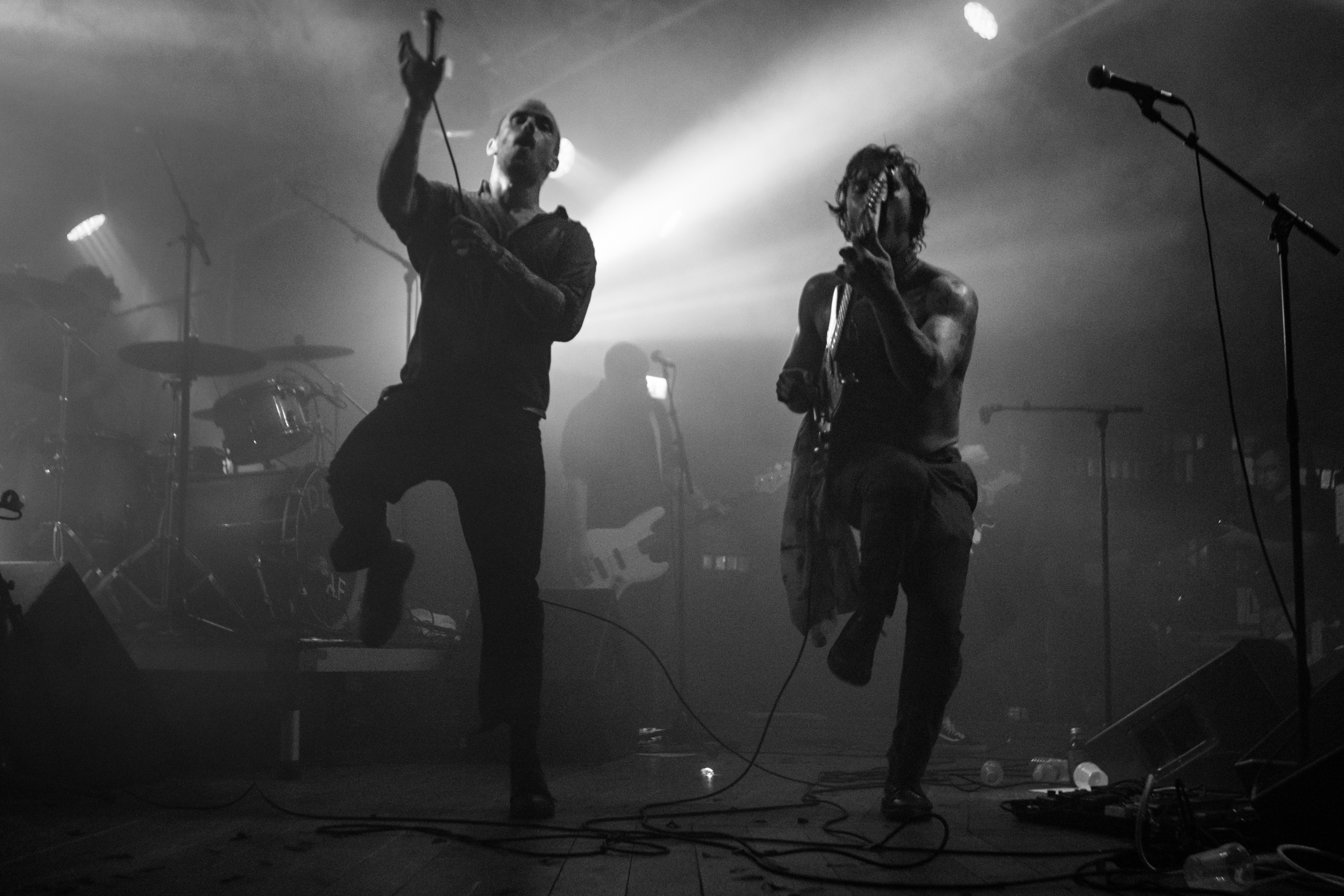
Idles en el Haldern Pop Festival, 2017

### Álbumes
- Brutalism (2017, Bally)
- Joy as an Act of Resistance (2018, Partisan)
- Ultra Mono (2020, Partisan)
- Crawler (2021, Partisan)
- Tangk (2024, Partisan)

### EPs y sencillos físicos
- Welcome (2012, Fear of Fiction)
- Meat (2015, Balley)
- Meta (2015, Balley)
- Meat // Anguish (2016, Harmacy)
- Well Done (2017, Balley)
- Divide & Conquer (2017, Balley)
- Mother (2017, Balley)
- Danny Nedelko (2018) – single split con Heavy Lungs
- Mercedes Marxist / I Dream Guillotine (2019, Partisan)

### Sencillos de descarga
- Meydei (Task & Bear Remixes) (2012, Filter)
- Stendhal Syndrome (2017, Balley)
- Rachel Khoo (2017, Balley)
- Colossus (2018, Partisan)
- Danny Nedelko (2018, Partisan)
- Samaritans (2018, Partisan)
- Great (2018, Partisan)
- Never Fight a Man with a Perm (2019, Partisan)
- Mr. Motivator (2020, Partisan)
- A Hymn (2020, Partisan)
- Grounds (2020)

### Álbumes compilatorios
- Meat / Meta (2019, Balley)